# Perfidia (canción)
Perfidia es un bolero mexicano que evoca el amor y el despecho amoroso. Fue compuesto  en 1939 por Alberto Domínguez Borrás, originario de San Cristóbal de las Casas, Chiapas, México. Se popularizó, principalmente, en la versión en español y en la versión en inglés —con letra de Milton Leeds— e instrumental. Es una de sus canciones más conocidas, junto con Frenesí.
Fue incluida en la banda sonora de la película Casablanca, en una escena en un club nocturno de París en la que Humphrey Bogart e Ingrid Bergman bailan juntos.  También en la banda sonora de la película El amante bilingüe, de Vicente Aranda. Además, es tema central de la película española Vivir dos veces, donde el actor Oscar Martínez protagoniza a un conocido  profesor de Matemáticas que progresivamente ve intensificada su enfermedad de Alzheimer.
Ha sido grabada en múltiples versiones —incluida la popular del trío Los Panchos—, en diversos idiomas y estilos musicales.

## Algunosintérpretes
| - Lupita Palomera - Xavier Cugat - Miguelito Valdés - Luis Mariano - Juan Arvizu - Charlie Parker - Glenn Miller - Nana Mouskouri - The Shadows - Los Rabanes - Antonio Molina - Laurel Aitken - Trini López - Linda Ronstadt - Nat King Cole - Max Capote - Bruno Lomas - The Hillbilly Moon Explosion - Banda Mochiteca | - Cliff Richard - Pérez Prado - Julie London - Los Panchos - Armando Manzanero - Pedro Vargas - Sara Montiel - La Portuaria - Los Sabandeños - Arielle Dombasle - Andrea Bocelli - Darío Moreno - Los Tres Ases | - Luis Miguel - Luiz Bonfá - María Dolores Pradera - Tommy Dorsey - Isabel Pantoja - Benny Goodman - Plácido Domingo - Alfredo Sadel - Paco de Lucía - Los Indios Tabajaras - Café Tacvba - Juana La Loca - Filippa Giordano - Carrie Rodriguez - Elvira Ríos | - Regina Orozco - Rodrigo Bueno - Rolando Villazón - Ibrahim Ferrer - Gian Marco - Ray Conniff - The Ventures - Los Iracundos - Javier Solís - Paloma San Basilio - Manolo Galván - VIS Limunada - Los Ajenos - Phyllis Dillon - Leslie Clio - Manantial de Costa Rica - Camilo Azuquita - Luis Miguel |